# ゴールドイーグル
ゴールドイーグルは、日本の競走馬、種牡馬。主な勝ち鞍に1977年のサンケイ大阪杯、マイラーズカップ。道悪を得意としていた。
1967年の天皇賞（秋）や有馬記念に優勝したカブトシローの産駒で、地方競馬で圧倒的な強さを見せ、中央競馬へ転入後も重賞2勝を挙げ活躍した。

## 略歴
※馬齢は、旧表記(数え年)で統一する。

### 誕生
1970年3月30日、ゴールドイーグルは宮崎県の伊藤牧場で誕生した。父カブトシローは、種牡馬になってから宮崎県に繋養されて九州地方で種付けを行っていた。その後、順調に育成され、1972年に大井競馬場の竹山隆厩舎に入厩した。

### 競走馬時代
デビューは大井競馬場で1972年8月1日に行われた新馬戦で、3番人気に支持されたが、持ち前のスピードを生かして2着以下を大差に千切って逃げ切り勝利した。続く2戦も勝利して3連勝となったが、川崎競馬場に遠征した特別戦では、僅かな差で2着に敗れた。5戦目となる特別戦「ゴールドジュニアー」では、同じ大井所属で、怪物の評判が高かったハイセイコーと対戦した。レースでは快調に逃げを打ったが、最後はハイセイコーに2秒近く離された2着に敗れ、休養に入った。
1973年、4歳になったゴールドイーグルは、ハイセイコーは既に中央入りを表明したこともあって、南関東地区の4歳馬のトップに押されていた。逃げ足を生かして2連勝を記録し、続いて挑戦した黒潮盃でも、6馬身差を付けて圧勝した。しかし、続く東京ダービーでは、2番人気に押されながらもヨウコウザンの16着に大敗、そのまま休養に入った。
1974年、ゴールドイーグルは転売され、紀三井寺競馬場に転厩した。これは中京地区の地方競馬への転入を前提とした、転入条件を満たすための出走であり、特別戦を勝利すると、予定とおり名古屋競馬場の野島三喜雄厩舎へ転厩した。
転厩後最初に出走した笠松競馬場での特別戦でレコード勝ちしたが、続く名古屋競馬場での特別戦では2着に敗れた。しかし、中京競馬場の芝コースで行われた特別戦では圧勝し、芝コースへの適性の高さも示した。そして、重賞競走の東海桜花賞を制すると、地方競馬では初めて開催される中央競馬からの競走馬招待競走に出走する為、1年ぶりに大井競馬場に凱旋した。
中央競馬招待競走では、イナボレスやトーヨーアサヒ、ノボルトウコウなどの中央一線級のオープンも出走していたが、イナボレスに6馬身差を付けて快勝し、改めて能力の高さを示した。
オーナーサイドでは中央競馬への移籍を決め、同オーナーの持ち馬であったスピーデーワンダーを管理していた伊藤雄二厩舎に転厩したが、脚部不安を発症して長期休養を余儀なくされた。
2年近くの休養ののち、1976年3月に漸く復帰、内田国夫を鞍上にオープンに出走して6着に敗れたものの、続くマイラーズカップでシルバーランドの2着に逃げ粘ったが、再び脚部不安を発症して休養に入った。
1977年、8歳となったゴールドイーグルは、前年は叶わなかった天皇賞・春への出走を目指して仁川ステークスで復帰を果たした。このレースでは3着に敗れたが、続いて出走したサンケイ大阪杯では、ホクトボーイやエリモジョージを下して中央重賞初制覇を果たすと、1番人気に支持されたマイラーズカップでも、2着に6馬身差を付けて快勝し、いよいよ天皇賞への出走を果たす事となった。
第75回天皇賞では、テンポイント、グリーングラスについで3番人気に支持され、スタート後暫くは先頭に立って逃げていたが、徐々に後退して最下位の14着に大敗、脚部不安が再発している事が判り、そのまま引退した。
引退後は北海道で種牡馬入りしたが、特に活躍馬は無い。

## 主な競走成績
- 黒潮杯
- 東海桜花賞
- 中央競馬招待
- サンケイ大阪杯
- マイラーズカップ

## 血統表
| ゴールドイーグルの血統（ハイペリオン系 / トウルヌソル 5×5=6.25%、シアンモア 5×5=6.25%（父内）） | ゴールドイーグルの血統（ハイペリオン系 / トウルヌソル 5×5=6.25%、シアンモア 5×5=6.25%（父内）） | ゴールドイーグルの血統（ハイペリオン系 / トウルヌソル 5×5=6.25%、シアンモア 5×5=6.25%（父内）） | （血統表の出典）          | （血統表の出典） |
| 父 カブトシロー 1962 黒鹿毛                                                                     | 父の父*オーロイ Auroy 1957 鹿毛                                                                 | Aureole                                                                                         | Hyperion                  | Hyperion         |
| 父 カブトシロー 1962 黒鹿毛                                                                     | 父の父*オーロイ Auroy 1957 鹿毛                                                                 | Aureole                                                                                         | Angelola                  |                  |
| 父 カブトシロー 1962 黒鹿毛                                                                     | 父の父*オーロイ Auroy 1957 鹿毛                                                                 | Millet                                                                                          | Mieuxce                   | Mieuxce          |
| 父 カブトシロー 1962 黒鹿毛                                                                     | 父の父*オーロイ Auroy 1957 鹿毛                                                                 | Millet                                                                                          | Kannabis                  |                  |
| 父 カブトシロー 1962 黒鹿毛                                                                     | 父の母パレーカブト 1955 栗毛                                                                    | イーストパレード                                                                                | アヅマダケ                | アヅマダケ       |
| 父 カブトシロー 1962 黒鹿毛                                                                     | 父の母パレーカブト 1955 栗毛                                                                    | イーストパレード                                                                                | エツフォード              |                  |
| 父 カブトシロー 1962 黒鹿毛                                                                     | 父の母パレーカブト 1955 栗毛                                                                    | 明徳甲                                                                                          | カブトヤマ                | カブトヤマ       |
| 父 カブトシロー 1962 黒鹿毛                                                                     | 父の母パレーカブト 1955 栗毛                                                                    | 明徳甲                                                                                          | *メイビイソウ             |                  |
| 母 イチマルヨシ 1963 鹿毛                                                                       | 母の父*リンボー 1949 鹿毛                                                                       | War Admiral                                                                                     | Man o'War                 | Man o'War        |
| 母 イチマルヨシ 1963 鹿毛                                                                       | 母の父*リンボー 1949 鹿毛                                                                       | War Admiral                                                                                     | Brushup                   |                  |
| 母 イチマルヨシ 1963 鹿毛                                                                       | 母の父*リンボー 1949 鹿毛                                                                       | Boojie                                                                                          | Boojum                    | Boojum           |
| 母 イチマルヨシ 1963 鹿毛                                                                       | 母の父*リンボー 1949 鹿毛                                                                       | Boojie                                                                                          | Foxiana                   |                  |
| 母 イチマルヨシ 1963 鹿毛                                                                       | 母の母チツプヒメ 1954 鹿毛                                                                      | ヒロサクラ                                                                                      | *ダイオライト             | *ダイオライト    |
| 母 イチマルヨシ 1963 鹿毛                                                                       | 母の母チツプヒメ 1954 鹿毛                                                                      | ヒロサクラ                                                                                      | 朝桜                      |                  |
| 母 イチマルヨシ 1963 鹿毛                                                                       | 母の母チツプヒメ 1954 鹿毛                                                                      | トツプオン                                                                                      | *ペリオン                 | *ペリオン        |
| 母 イチマルヨシ 1963 鹿毛                                                                       | 母の母チツプヒメ 1954 鹿毛                                                                      | トツプオン                                                                                      | 第八チツプトツプ F-No.4-m |                  |

近親
半姉モナナ（父ミトタカラ、アングロアラブ）の産駒にトキノモナナ（姫山菊花賞）、センターモナナ（全日本アラブクイーンカップなど）がいる。